# آسمانی مودار
آسمانی مودار (نام علمی:  Anabasis hispida) نام یک گونه از سرده آسمانی است. جنس یا سردهٔ آسمانی در ایران ۸ گونه گیاه علفی یک ساله و چند ساله دارد. آسمانی مودار یکی از ۸ گونهٔ موجود در ایران است.